# Aeroportul General José Antonio Anzoátegui
Aeroportul General José Antonio Anzoátegui (IATA: BLA, ICAO: SVBC) este un aeroport din Anzoátegui, Venezuela ce deservește zona Barcelona. A fost numit după José Antonio Anzoátegui⁠(d).
Situat la o altitudine de 8 m, aeroportul dispune de o singură pistă.